# Hřbitovní kaple (Dolní Poustevna)
Hřbitovní kaple v Dolní Poustevně byla postavena roku 1876 na dolním okraji nového hřbitova. Novorenesanční stavba sloužila zároveň jako vstupní brána na hřbitov a sídlo správce hřbitova (čp. 178).

## Historie
Hřbitovní kaple byla dokončena roku 1876, tedy dva roky po založení nového hřbitova. Téhož roku byla předána do užívání a svému účelu slouží nepřetržitě do současnosti. Během první světové války byl odvezen zvon, nový pochází z roku 1921. Kaple procházela v celé své historii průběžnou rekonstrukcí, zásadní změny přinesly stavební úpravy na konci 20. století. Průjezd, umístěný uprostřed stavby, byl uzavřen a byla do něj rozšířena obřadní místnost. Při této příležitosti byla vyměněna okna v celém objektu, střešní krytina a na hřbitovní straně vyrostl přístřešek. Zatím posledních úprav se kaple dočkala na podzim roku 2015 (oprava fasád).

## Popis
Netypická budova kaple je velmi podobná domům, které byly stavěny v regionu ve druhé polovině 19. století a na počátku 20. století. Ze středu vnější i hřbitovní strany vybíhá bohatě zdobený rizalit, místo průjezdu najdeme dnes velká okna a vchod do kaple. Rizalit je zakončen štítem s nápisem Friedhof (česky Hřbitov), pod ním je štuková výzdoba. Bosáž v přízemí přechází postupně ve štukové pilastry se zdobenými hlavicemi. Vnější fasáda je dvojbarevná (bílá a žlutá), členěná římsami, lizénovými pásy a navazujícími šambránami. Okna v přízemí jsou segmentově zakončená, okna v podkroví jsou obdélná. Z hřebenu středové části střechy vybíhá štíhlá čtverhranná věž zakončená křížem. Střecha je krytá imitací břidlice, vížka plechem. V přízemí kaple je umístěna obřadní místnost se zázemím, v podkroví byt správce.

## Hřbitov
Nový hřbitov na svahu Ferdinandovy výšiny (416 m n. m.) byl založen roku 1874, od té doby je nepřetržitě využíván. V meziválečném období byl rozšířen. Původně se pohřbívalo pouze klasickým způsobem (uložení rakve do země), první urna s popelem byla uložena roku 1935.

## Galerie

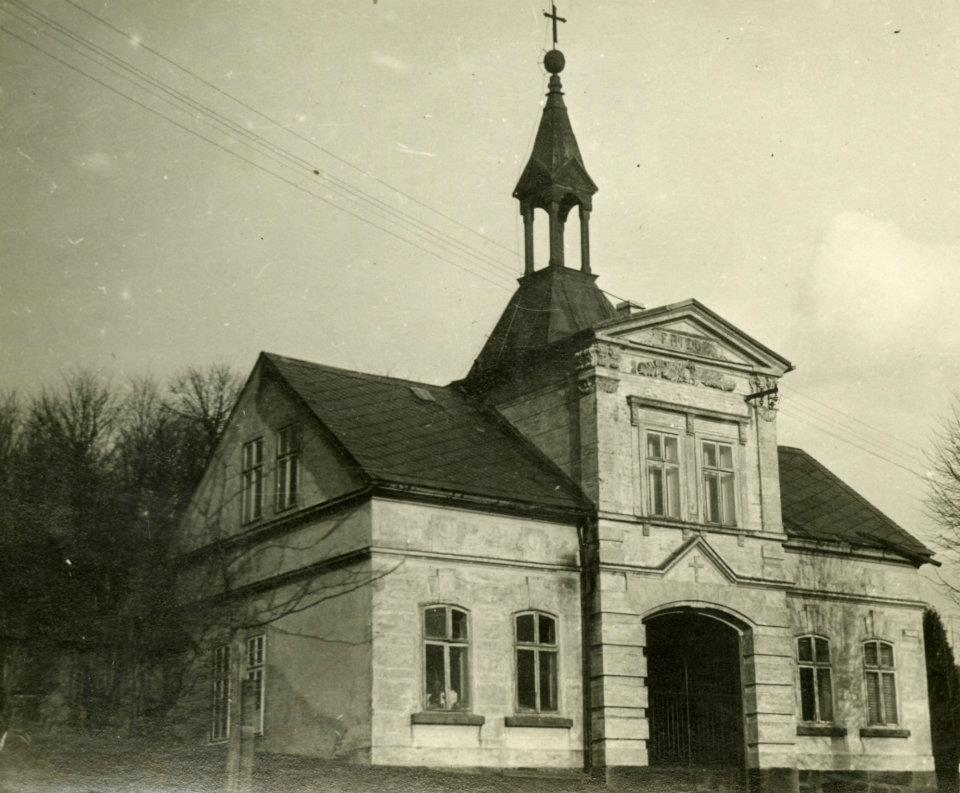
Kaple na historickém snímku
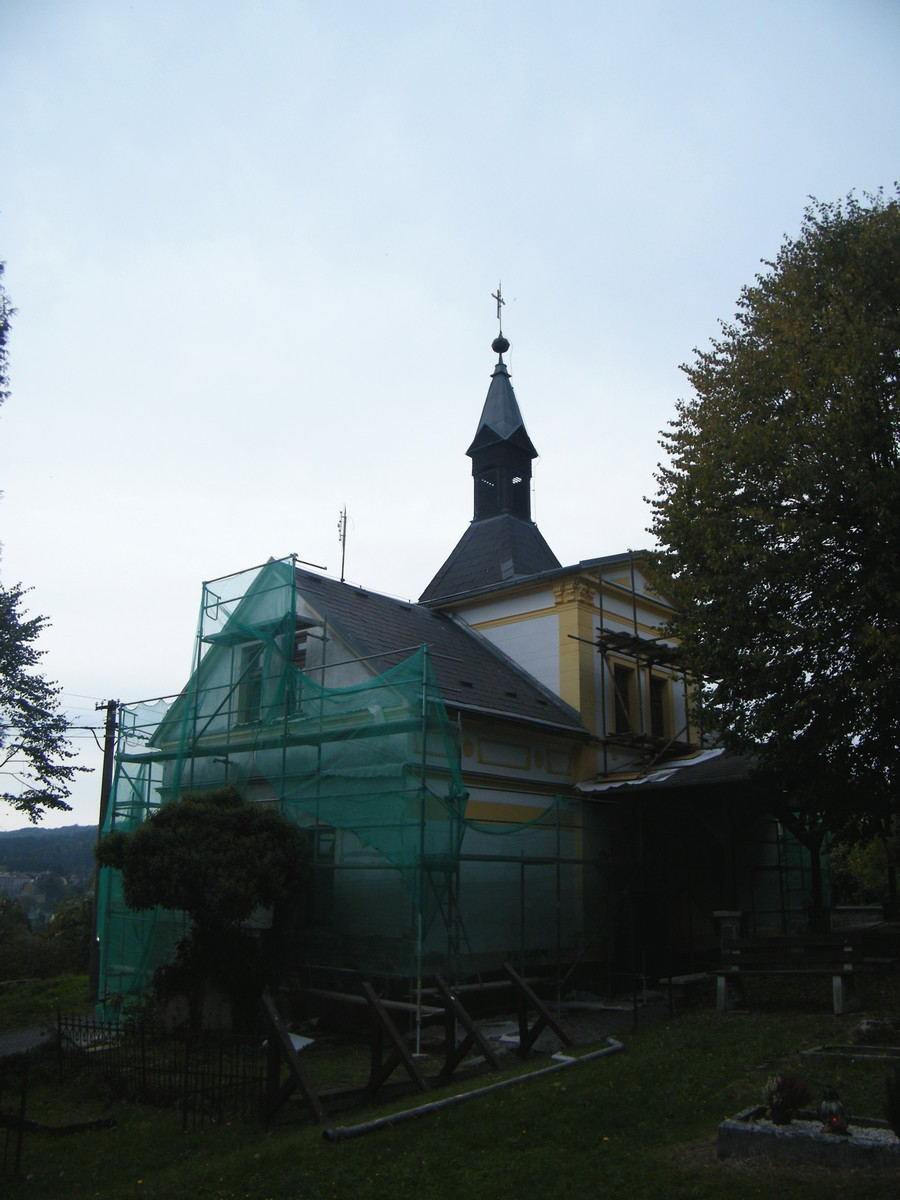
Kaple během rekonstrukce (2015)
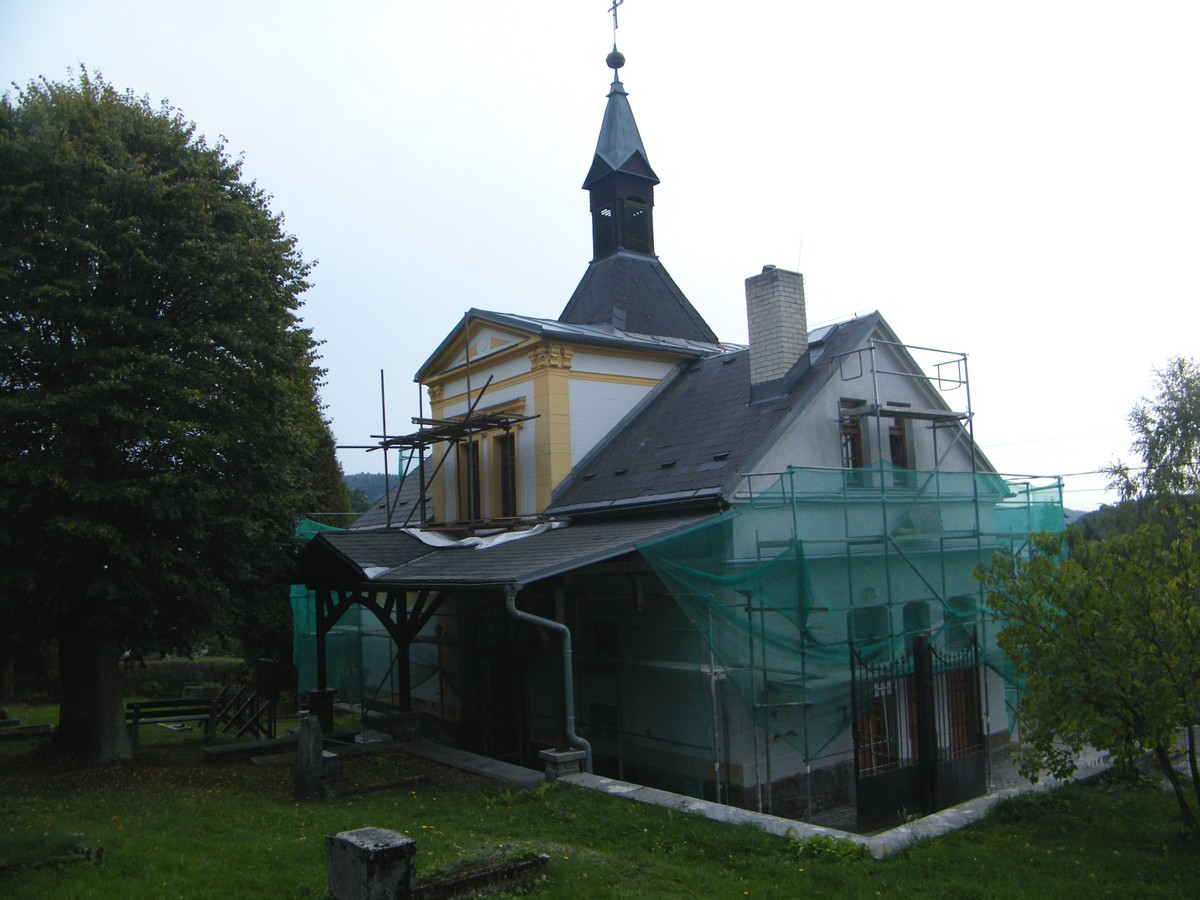
Kaple během rekonstrukce (2015)
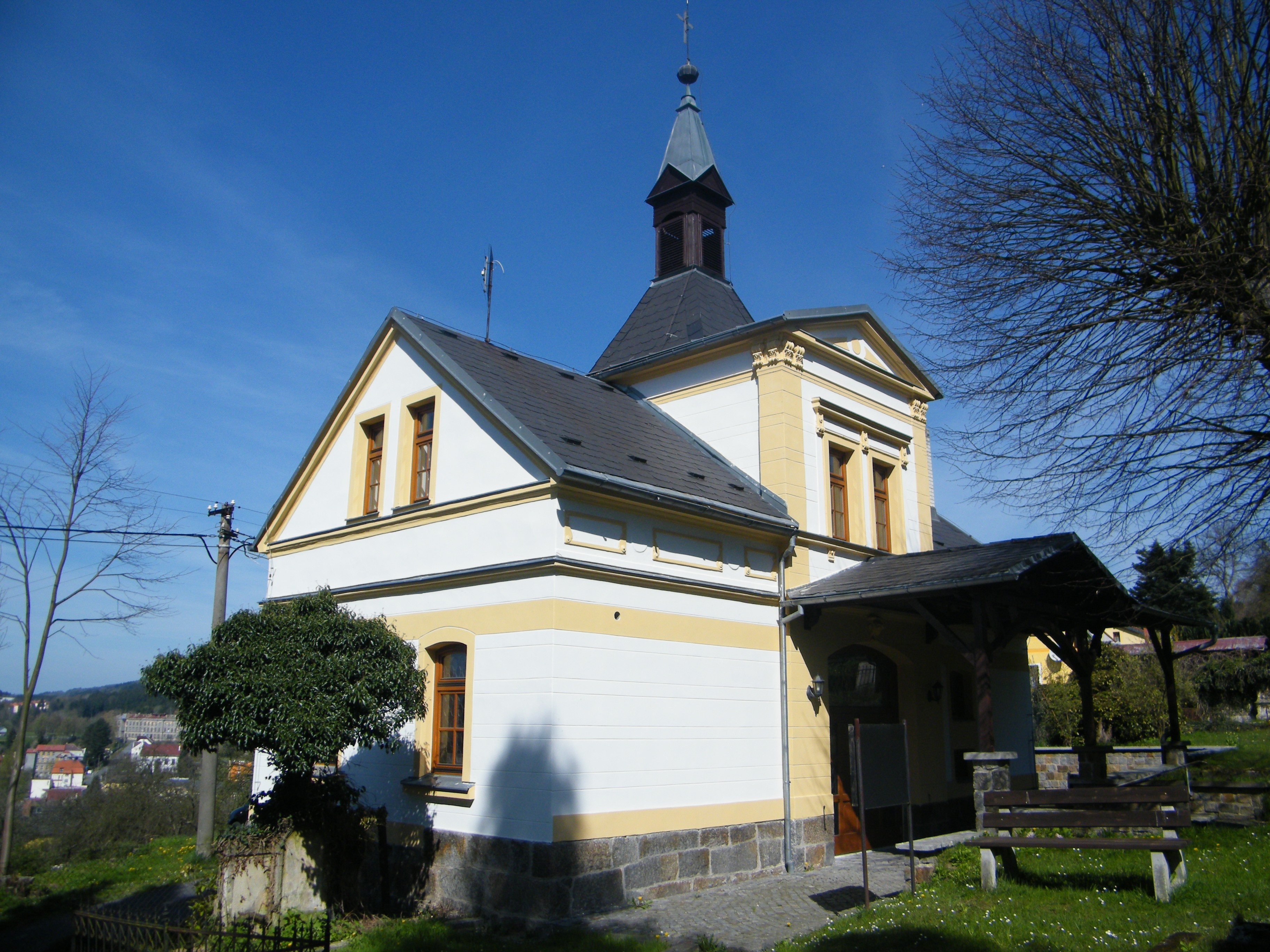
Kaple po rekonstrukci (2016)
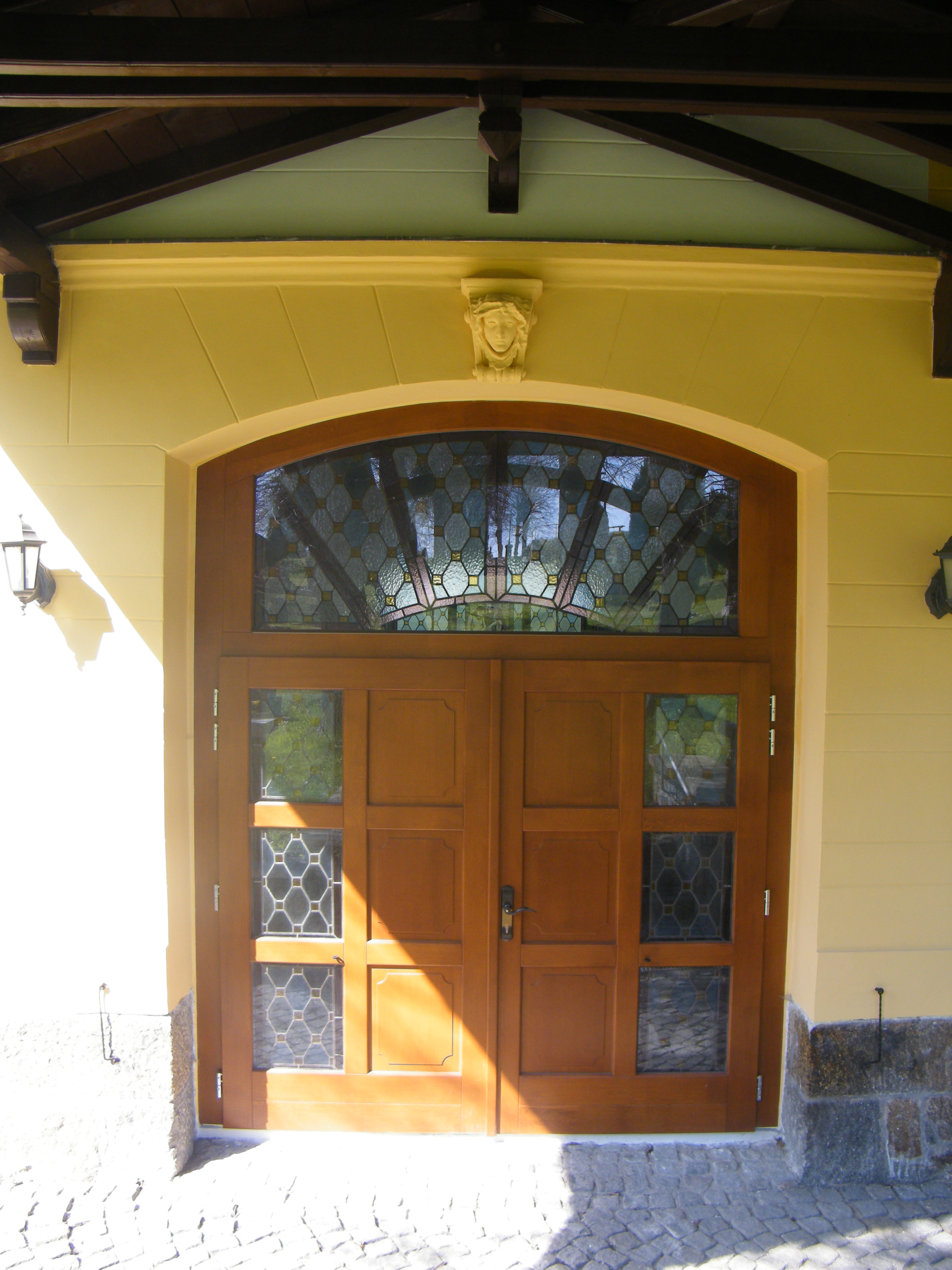
Detail dveří (2016)